# Cáncer de vesícula
El cáncer de vesícula es considerado como una de las neoplasias malignas de menor frecuencia a nivel mundial. Las células cancerosas se sitúan en la vesícula biliar, un órgano situado debajo del hígado en el cual se almacena la bilis,  un líquido producido por el hígado para digerir las grasas. 
Es más común en las mujeres que en los hombres y más frecuente en las personas de la tercera edad, siendo un factor de riesgo tener o haber tenido algún tipo de acumulación de material en la vesícula (los cálculos biliares). En Chile, el cáncer de vesícula es el de mayor mortalidad en el género femenino, esto se debe principalmente a la gran predisposición genética que posee la población para la formación de cálculos (debido a la ascendencia mapuche), es por ello, que una de las indicaciones de colecistectomía es la presencia de cálculos en la vesícula, debido a su gran asociación con el desarrollo del cáncer.

## Síntomas
Los síntomas del cáncer de vesícula incluyen:
- Ictericia
- Dolor
- Fiebre
- Náuseas y vómitos
- Cansancio excesivo
- Hinchazón del abdomen
- Nódulos en el abdomen
- Infecciones
- Pérdida súbita de peso

Estos síntomas son tardíos y de baja especificidad, debido a que cualquier patología que afecte la vía biliar puede llegar a producirlos. La aparición súbita de ictericia y dolor en hipocondrio derecho en pacientes añosos de sexo femenino, sumado a los antecedentes de cálculos biliares, resultan bastante orientadores y obligan a descartar la patología maligna.

## Diagnóstico
Este tipo de cáncer es muy difícil de diagnosticar debido a la situación del órgano que se encuentra en la parte trasera del abdomen, siendo detectado, en ocasiones, tras haber extraído la vesícula.
La forma de diagnóstico, una vez que se sospecha de la enfermedad, es la realización de radiografías para comprobar si existe algún tipo de masa extraña y la cirugía, realizándose una pequeña incisión laparoscópica para comprobar el estado de la vesícula y comprobar órganos y tejidos vecinos.

## Etapas y tratamiento
Para poder planificar el tratamiento más adecuado, se necesita conocer el estado en la que se encuentra el cáncer.

### Localizado
El cáncer se encuentra sólo en los tejidos que constituyen la pared de la vesícula biliar. Este tipo de cáncer puede extraerse de forma completa mediante una operación quirúrgica. También es posible que se lleve a cabo una Colecistectomía, es decir, que además de la vesícula biliar, se eliminan los tejidos cercanos.
En algunos casos también se realiza un estudio para evaluar la eficacia de la quimioterapia o radioterapia conjuntamente con la cirugía.

### Irresecable
El cáncer es imposible de eliminar por completo de forma quirúrgica ya que se ha diseminado a los tejidos circundantes, pudiendo haber llegado al hígado, estómago, páncreas, intestino o nódulos linfáticos del área.
En esta etapa es frecuente la obstrucción del conducto biliar, por lo que se realiza una cirugía para eliminar la obstrucción. Son también utilizadas operaciones quirúrgicas, radioterapia y quimioterapia con fines paliativos.

## Pronóstico
Debido a la dificultad de diagnóstico, la mayoría de los cánceres de vesícula son encontrados demasiado tarde. 
Las posibilidades de vida son altas si el cáncer se encuentra sólo en la vesícula, pudiendo realizarse diversos tipos de colecistectomías para extirpar la vesícula (y generalmente los tejidos anexos). 
En el caso de que el cáncer sea irresecable, esto es, se haya extendido a los tejidos cercanos, se suele realizar una terapia paliativa con el fin de controlar o reducir los síntomas causados por el cáncer avanzado, la cual no curará la enfermedad. Esta terapia consiste en diversas cirugías y medicamentos analgésicos y anestésicos, los cuales aumentarán de concentración de principio activo hasta que el paciente fallezca.
La esperanza de vida en casos de cáncer avanzado es de 3 a 6 meses, habiendo casos excepcionales que superan este tiempo estimado hasta un año o año y medio.

## Galería de imágenes

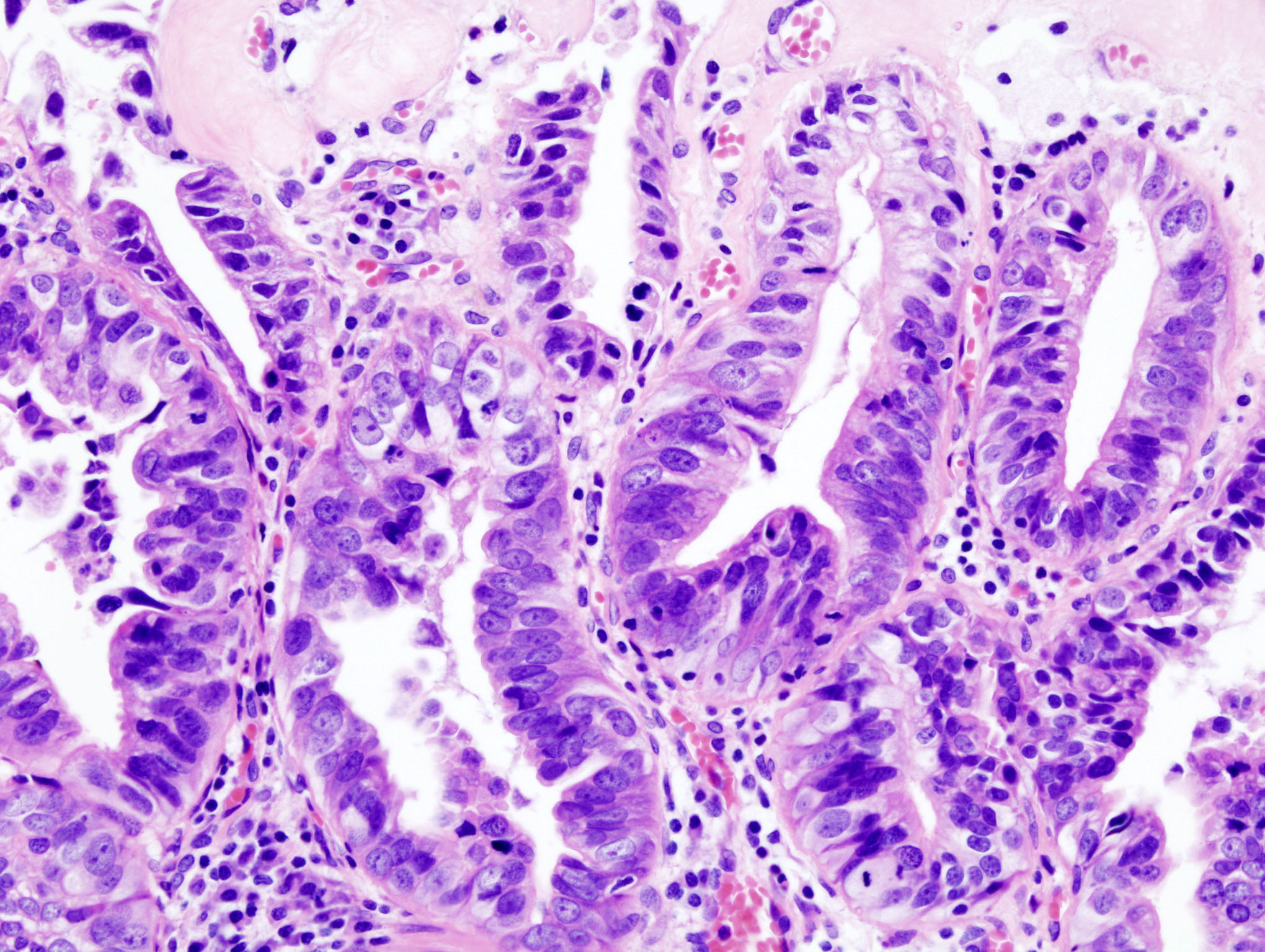
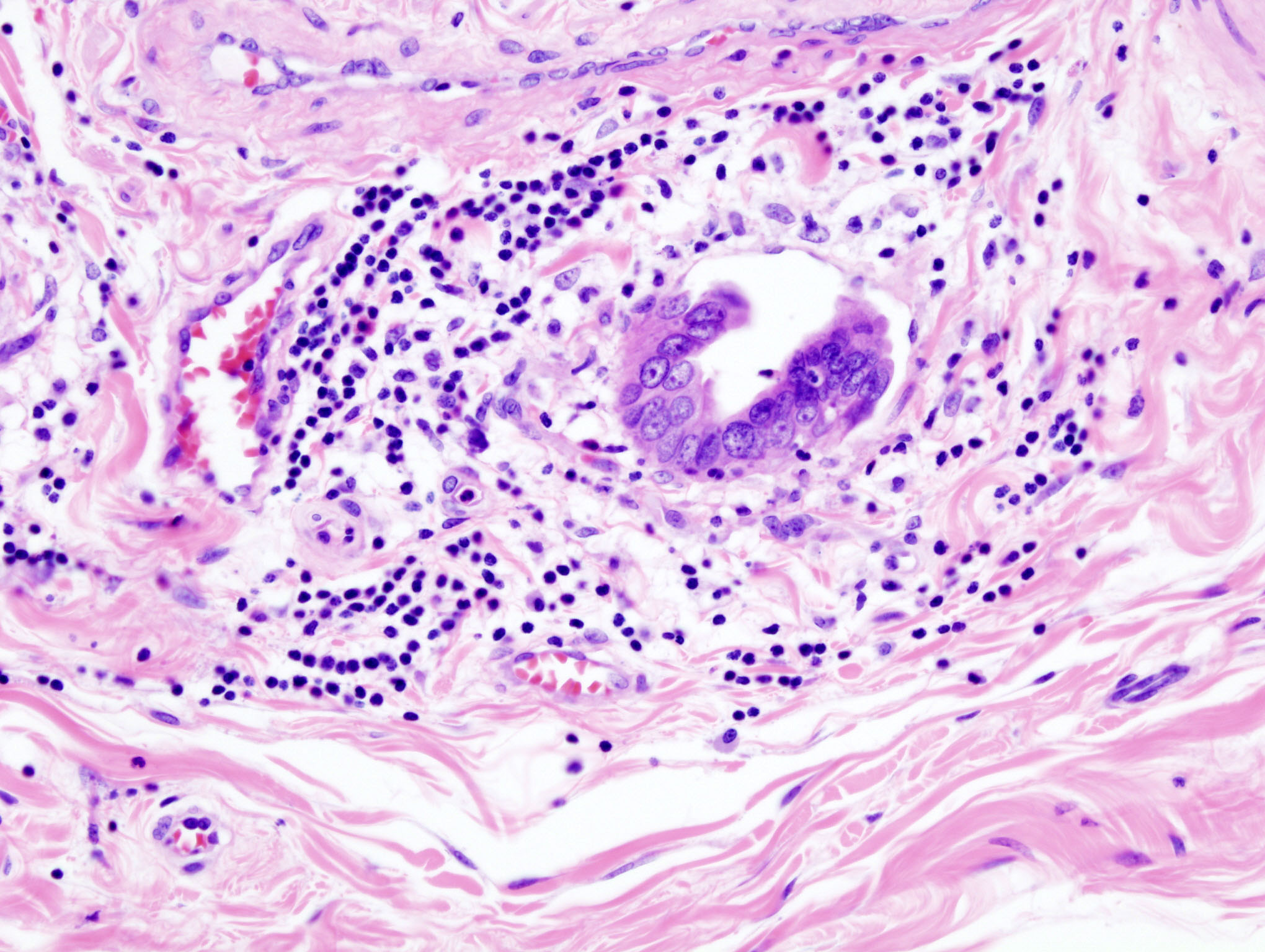